# 加里波利之星勋章

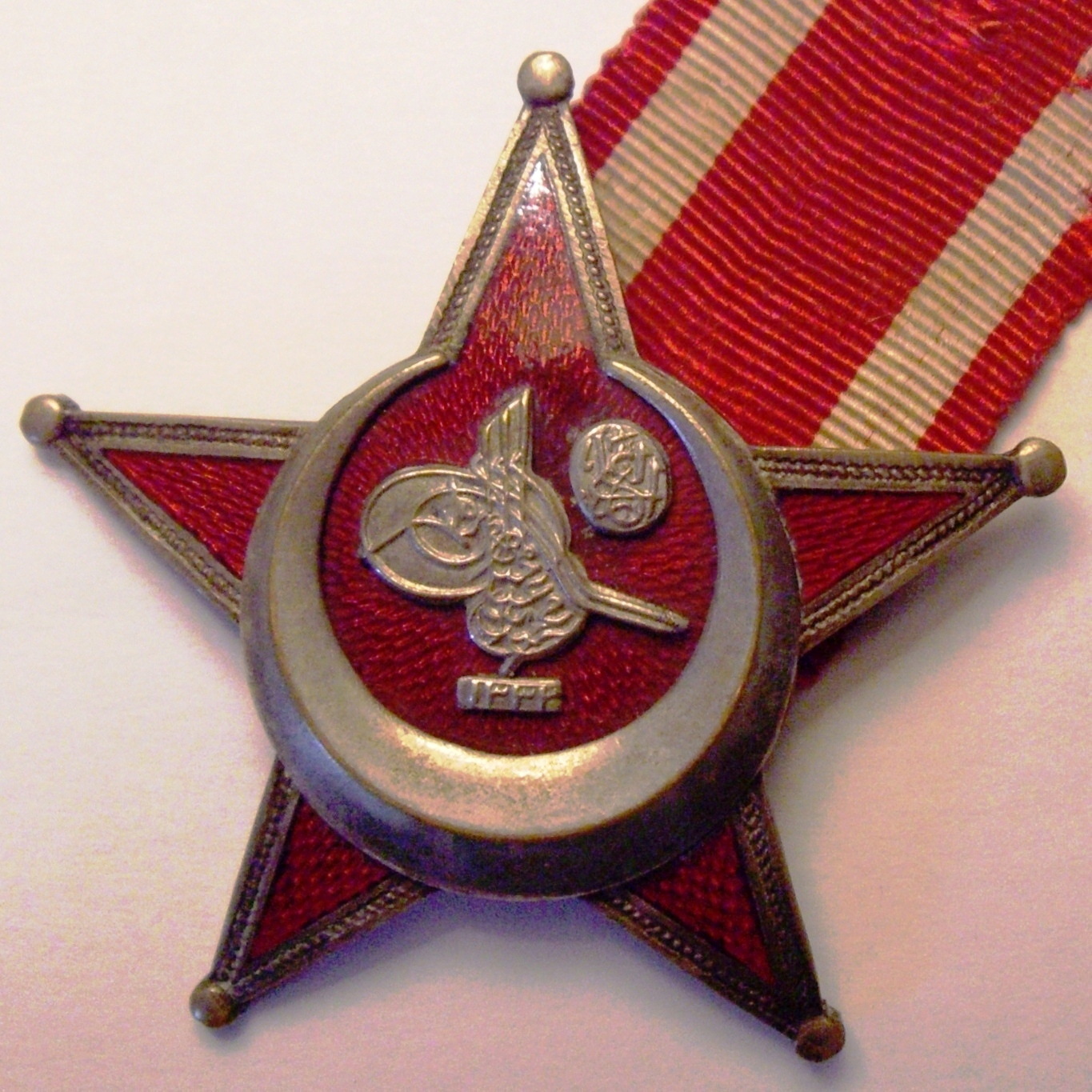
加里波利之星勋章

加里波利之星勋章是奥斯曼帝国设立的一项军事勋章嘉奖。在奥斯曼帝国，该勋章也被称作“战争勋章”或“铁新月勋章”。1915年3月1日，苏丹穆罕默德五世下令设立战争勋章。一战期间，奥斯曼帝国曾向本国和其他同盟国军队的官兵颁发过该勋章，获颁者主要都是曾在中东战场服役的人员。